# Joseph Marie Dessaix
Ne doit pas être confondu avec Louis Charles Antoine Desaix.
Pour les articles homonymes, voir Dessaix.

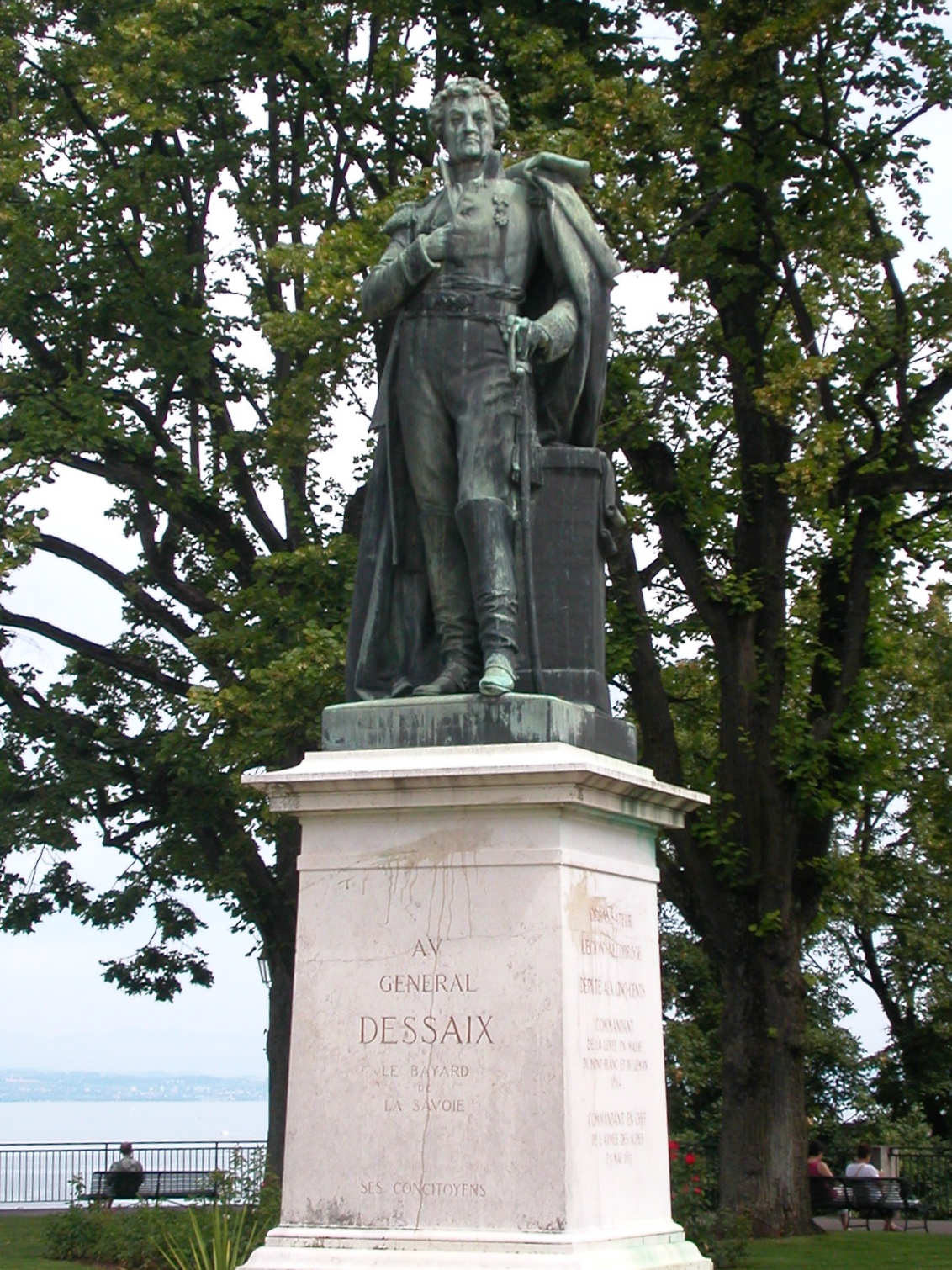
Statue commémorative du général Joseph Marie Dessaix, située dans le parc du belvédère à Thonon-les-Bains.

Joseph Marie Dessaix, né le 24 septembre 1764 à Thonon-les-Bains (duché de Savoie) et mort le 26 octobre 1834 à Marclaz, hameau de la commune de Thonon-les-Bains, est un médecin savoyard et un général de division, comte de l'Empire.
Acquis aux idées de la Révolution française, il s'engage dès juillet 1789 comme volontaire de la garde nationale puis se distingue dans l'armée d'Italie et la Grande Armée. À la suite de la défense de la Savoie en 1814, face aux troupes coalisées menées par le général autrichien Bubna, il reçoit le surnom de « Bayard de la Savoie »,.

## Biographie

### Famille
Fils du médecin Charles Eugène Joseph Dessaix, docteur en médecine et proto-médecin du Chablais — personnalité chargée de l'inspection des boutiques d'apothicaires et de chirurgiens ainsi que des hôpitaux — à Thonon, et de Marie-Philippine Favrat,, il est l'aîné d'une fratrie composée de Claude François (1770), Balthazard François (1772) Jean François Amédée (1774) Nicolarde Michelle (1775).

### Formation
Il commence des études en médecine qu'il poursuit en se rendant dans la capitale du royaume à Turin. Il prend le grade de docteur en médecine avant de partir se perfectionner en France exercer son art, à Paris. 

### Guerres de la Révolution française
Acquis aux principes de la Révolution française, il s'engage le 12 juillet 1789 comme volontaire de la garde nationale. Il retourne dans le duché de Savoie 1791. Le 2 juin, à Thonon, il fait partie d'un groupe de jeunes gens réclamant qu'un cordonnier ayant chanté « Ah ! ça ira » soit libéré,. La manifestation semble tourner à l'émeute et il doit fuir pour retourner à Paris.
En 1792, il participe, aux côtés son compatriote et ami Doppet, lui aussi médecin et membre du Club des Jacobins, à la formation de la société de la propagande des Alpes, nommé presque aussitôt : Club  des patriotes étrangers. Il devient ensuite le Club des Allobroges, qui rassemble des Savoyards, des Suisses et des Piémontais, favorables au rattachement de la Savoie à la France.
En août 1792, Doppet propose à la Convention l'organisation d'un corps étranger, appelé légion des Allobroges. Doppet en devient lieutenant-colonel, tandis que Dessaix est capitaine le 7 août. Il commande le noyau de sa compagnie dans la journée du 10 août 1792. Il est nommé chef de bataillon le 13 août. Suivant le décret, l'organisation définitive de la légion devait avoir lieu à Grenoble ; Dessaix et Doppet conduisent donc leur troupe  dans cette ville. Au mois de septembre, la légion entre à Chambéry avec le général de Montesquiou ; et au mois de novembre, Dessaix succède à Doppet dans le commandement de cette troupe.
En juin 1793, il  marche contre les Marseillais avec l'armée des Pyrénées orientales, est nommé colonel le 17 août, entre le 20 à Marseille et se rend ensuite au siège de Toulon. Sa conduite au siège de cette place parut digne de récompense aux représentants du peuple, qui veulent le nommer général de brigade ; mais il refuse un avancement qu'il croit ne pas  avoir mérité. En l'an II, il sert à l'armée des Pyrénées, et se distingue le 13 floréal, en repoussant avec sa légion, forte de 1 500 hommes, les attaques de 8 000 Espagnols, auxquels il fait éprouver une grande perte. Le 17, il contribue à la prise de Saint-Laurent-de-la-Monga. Il s'empare de Campredon le 19 prairial.
Après s'être trouvé aux différents combats qui signalent la fin de cette campagne, il passe à l'armée d'Italie au commencement de l'an III. Au mois de nivôse, il enlève les redoutes de Saint-Jean, en Piémont, et reçoit un coup de baïonnette à la tête. Ses soldats veulent fusiller les prisonniers qu'ils viennent de faire, mais il les sauve au péril de ses jours. Le 11 thermidor, il est blessé à la retraite de Salò. Le lendemain, il pénètre dans cette ville, s'empare de deux pièces de canon, de deux drapeaux et de 200 Autrichiens, poursuit l'ennemi et délivre le général Guieu et 300 Français. Il se rend maître de Rocca d'Anfo le 19, et de Storo le 23. Le 1er fructidor il reçoit une blessure en s'emparant d'une redoute armée de deux canons ; il court de grands dangers le 19, dans une reconnaissance sur l'Adige. Le 22, il prend San-Michaeli ; le 1er jour complémentaire, le général Vaubois lui ordonne de tenir jusqu'à la dernière extrémité au plateau de Rivoli. Il fait ses dispositions en conséquence ; mais cerné par des forces supérieures, couvert de blessures, il tombe au pouvoir des Autrichiens, qui le conduisent en Hongrie.
Après une captivité de sept mois, il revient en Italie à la suite d'un échange, et est élu, en germinal an VI, par le département du-Mont-Blanc, député au Conseil des Cinq-Cents, où il ne se fait remarquer que par des opinions républicaines des plus avancées.

### Consulat et Empire
Malgré son opposition au coup d'État du 18 Brumaire, le Premier consul lui conserve le commandement de son corps, devenu 27e demi-brigade légère et l'envoie en Hollande. Il commande successivement Nimègue, Bergen-op-Zoom, Rotterdam, Dusseldorf, le grand-duché de Berg, Aschaffenbourg, Francfort, La Haye, Bréda.

### Guerres napoléoniennes
Le 11 fructidor an XI (29 août 1803), le premier Consul lui confère le grade de général de brigade, et le fait membre et commandeur de la Légion d'honneur les 19 frimaire et 20 prairial an XII. Employé à la Grande Armée en l'an XIV, il se distingue à la prise d'Ulm.
En 1809, il commande une brigade de l'armée d'Italie sous les ordres du prince Eugène de Beauharnais, est blessé le 10 avril au passage du Tagliamento, prend le commandement de l'avant-garde de l'armée, se trouve à la bataille de la Piave le 8 mai, et à toutes les affaires qui ont lieu jusqu'à la jonction avec la Grande Armée, et est créé comte de l’Empire et général de division le 9 juillet 1809, quelques jours après la bataille de Wagram, où il a été blessé à la cuisse. Dans un déjeuner qu'il fait à Vienne, Napoléon Ier le salue du surnom d'intrépide.
En 1810, il a le commandement d'Amsterdam, et reçoit le 30 juin 1811 la décoration de grand officier de la Légion d'honneur ; l'Empereur le fait aussi électeur du département du Léman. Employé en 1812 au 1er corps de la Grande Armée, il est blessé le 22 juillet à Moghilev, concourt à la prise de Smolensk, combat le 7 septembre à la bataille de la Moskowa, a peu après le bras fracassé par un biscaïen, doit céder sa division au général Rapp, et reçoit au commencement d'octobre 1812 le commandement de Berlin, commandement qu'il conserve jusqu'au 26 février 1813.

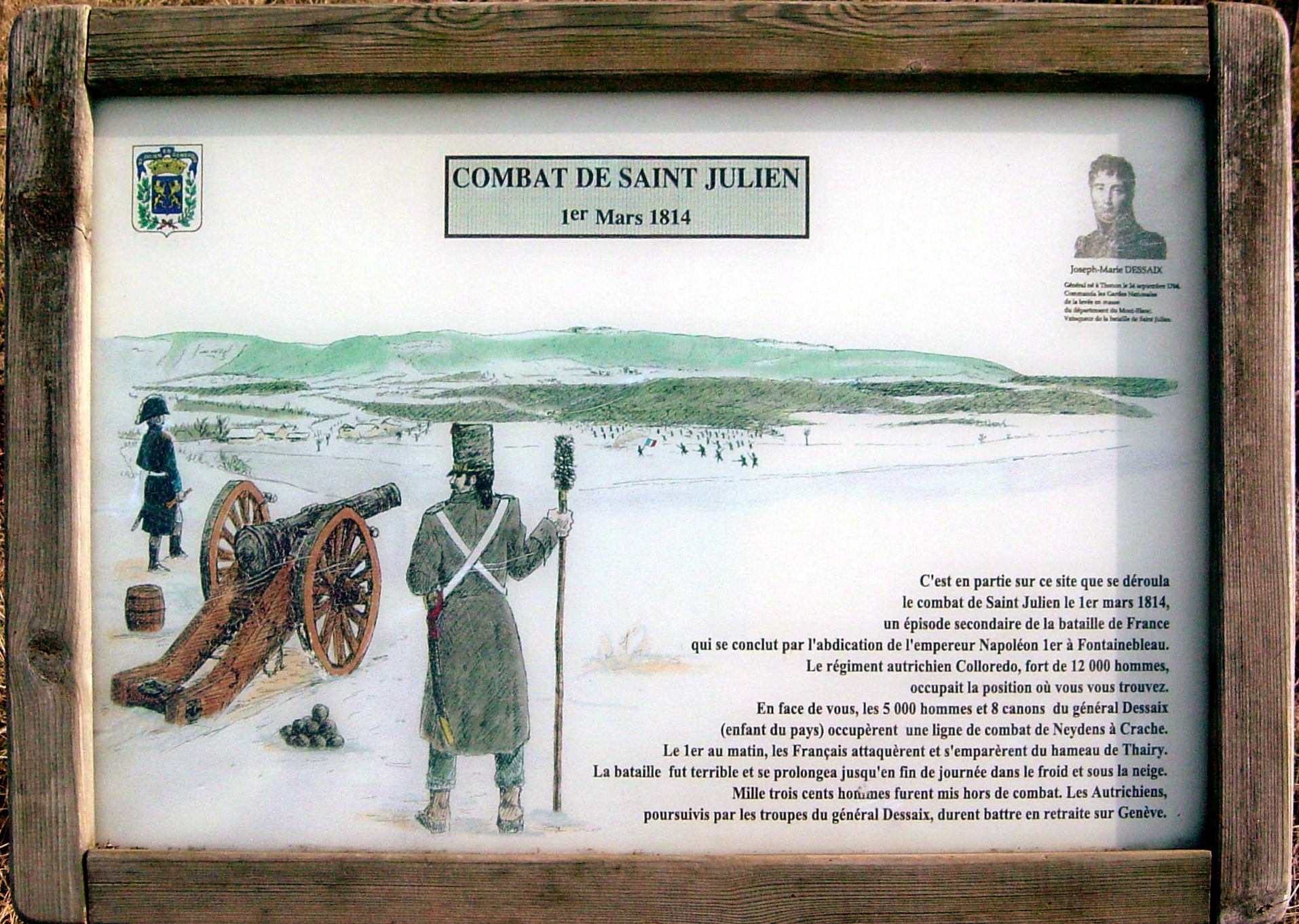
Plaque commémorant de la victoire des troupes de Joseph Marie Dessaix lors de la bataille de Saint-Julien-en-Genevois (1814)

Il est dans ses foyers depuis plusieurs mois, lorsque le 4 janvier 1814, l'Empereur le charge d'une partie de la défense des Alpes. Obligé de se replier, il rejoint le corps d'Augereau. Les faits de guerre qui lui sont propres pendant cette courte campagne, pour être obscurs, n'en méritent pas moins d'être cités, et c'est avec un sentiment de reconnaissance justement apprécié que ses compatriotes l'appellent alors le Bayard de la Savoie.
Dessaix se rallie à la monarchie lors de la Première Restauration, et reçoit la croix de Saint-Louis le 27 juin 1814. Napoléon, à son retour de l'île d'Elbe, lui donne le commandement de Lyon, puis celui d'une division de l'armée des Alpes, sous les ordres du maréchal Louis-Gabriel Suchet.

### Restauration

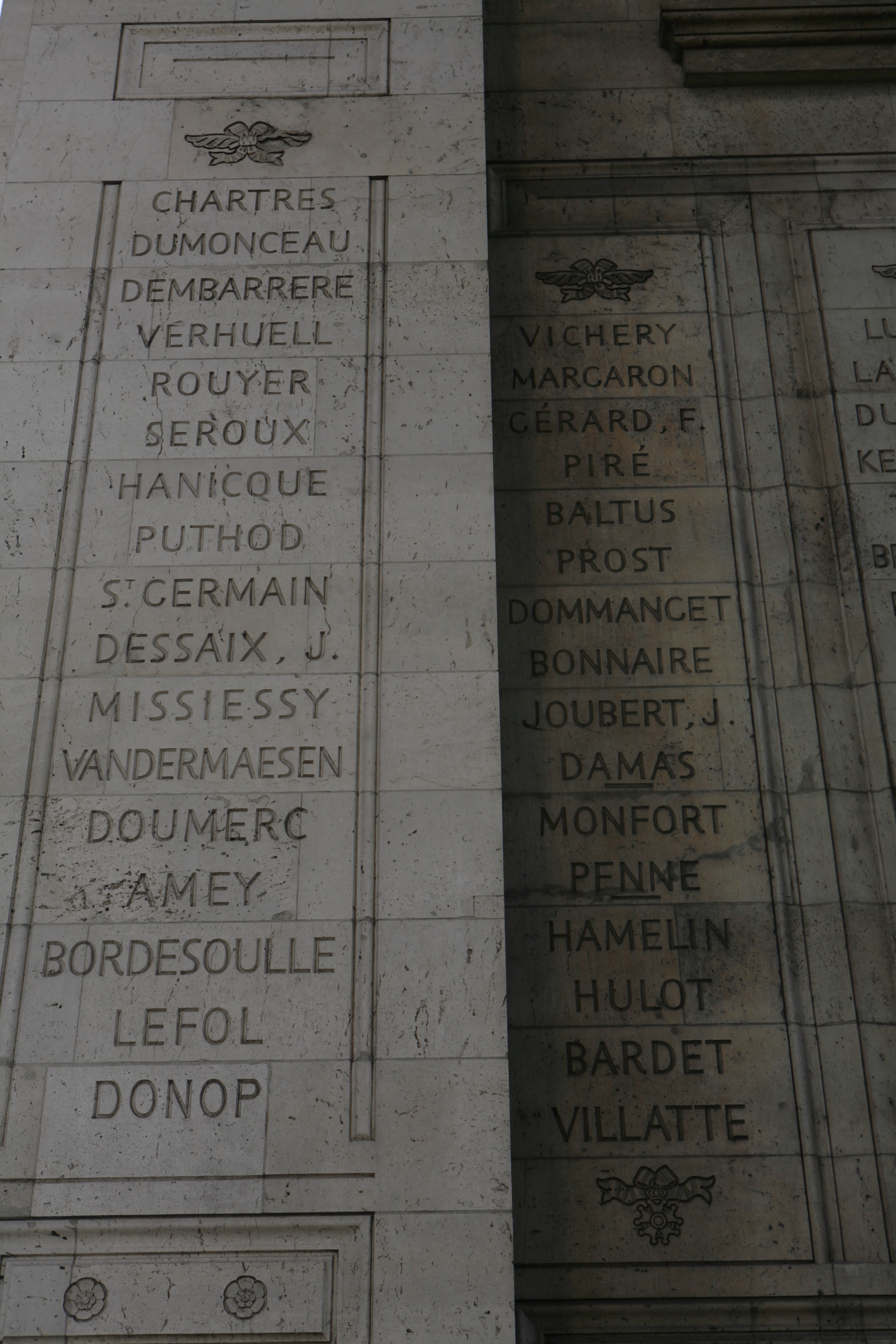
Noms gravés sous l'arc de triomphe de l'Étoile : pilier Ouest, 1ère et 2e colonnes.

Après la seconde abdication, il se réfugie dans le pays de Gex, d'où il revient à Thonon. Il quitte la France en 1816 et se retire d'abord en Suisse, puis en Piémont. Arrêté au mois de mai 1816 et conduit au fort de Fenestrelles, il n'en sort qu'au mois de septembre suivant sur un ordre du roi de Sardaigne Victor-Emmanuel Ier. Il se retire à Ferney-Voltaire, où son frère exerce la profession d'avocat.
En 1821, quand les patriotes piémontais veulent faire leur révolution pour secouer le joug qui pèse sur eux, ils lui demandent de commander les forces de l'insurrection ; mais il laisse ce commandement aux généraux Guillaume de Vaudoncourt et Belloti. Il accueille favorablement la révolution de 1830, et est nommé par ordonnance du 12 novembre, commandant de la garde nationale de Lyon.
Son nom est gravé parmi ceux de la face Nord de l'arc de triomphe de l'Étoile.

## Iconographie
- Toussaint-François Jourjon, Buste du général Dessaix, moulage en plâtre réalisé à partir du bronze conservé au musée des Beaux-Arts de Chambéry. Coll. musée de Grenoble (inv. MG 2001-28-R).
- Toussaint-François Jourjon, Buste du général Dessaix, bronze, 1836, fonderie Edouard Questel et Cie, Paris. Coll. musée des Beaux-Arts de Chambéry.